# Спортивна гімнастика на літніх Олімпійських іграх 2008 — паралельні бруси (чоловіки)
Змагання у вправах на паралельних брусах в рамках турніру зі спортивної гімнастики на літніх Олімпійських іграх 2008 року відбулись 19 серпня 2008 року в Пекінському державному палаці спорту.

## Медалісти
| Золото            | Срібло                      | Бронза                   |
| Лі Сяопен · Китай | Ю Вончхоль · Південна Корея | Антон Фокін · Узбекистан |

## Фінал
| Місце | Гімнаст               | Складність | Виконання | Штраф | Сума   |
| ----- | --------------------- | ---------- | --------- | ----- | ------ |
|       | Лі Сяопен (CHN)       | 6.900      | 9.550     |       | 16.450 |
|       | Ю Вончхоль (KOR)      | 7.000      | 9.250     |       | 16.250 |
|       | Антон Фокін (UZB)     | 6.800      | 9.400     |       | 16.200 |
| 4     | Фабіан Гамбюхен (GER) | 6.900      | 9.075     |       | 15.975 |
| 5     | Мітя Петковшек (SLO)  | 6.800      | 8.925     |       | 15.725 |
| 6     | Хуан Сю (CHN)         | 7.000      | 8.700     |       | 15.700 |
| 7     | Ян Тае Ян (KOR)       | 7.000      | 8.650     |       | 15.650 |
| 8     | Микола Крюков (RUS)   | 6.700      | 8.450     |       | 15.150 |

## Кваліфіковані гімнасти
| Місце | Гімнаст               | Складність | Виконання | Штраф | Сума   |
| ----- | --------------------- | ---------- | --------- | ----- | ------ |
| 1     | Лі Сяопен (CHN)       | 6.900      | 9.525     |       | 16.425 |
| 2     | Микола Крюков (RUS)   | 6.800      | 9.375     |       | 16.175 |
| 3     | Антон Фокін (UZB)     | 6.800      | 9.350     |       | 16.150 |
| 4     | Ю Вончхоль (KOR)      | 7.000      | 9.150     |       | 16.150 |
| 5     | Мітя Петковшек (SLO)  | 6.600      | 9.525     |       | 16.125 |
| 6     | Ян Тае Ян (KOR)       | 7.000      | 9.100     |       | 16.100 |
| 7     | Хуан Сю (CHN)         | 7.000      | 9.075     |       | 16.075 |
| 8     | Фабіан Гамбюхен (GER) | 6.900      | 9.150     |       | 16.050 |